# Bubú del Kupe
El bubú del Kupe (Chlorophoneus kupeensis) és un ocell de la família dels malaconòtids (Malaconotidae).

## Hàbitat i distribució
Habita els boscos del sud-oest del Camerun i sud-est de Nigèria.